# Megalastrum gilbertii
Megalastrum gilbertii är en träjonväxtart som först beskrevs av Willard Nelson Clute, och fick sitt nu gällande namn av R. C. Moran, J.Prado och Labiak. Megalastrum gilbertii ingår i släktet Megalastrum och familjen Dryopteridaceae. Inga underarter finns listade.